# Omophron dentatum
Omophron dentatum är en skalbaggsart som beskrevs av Leconte 1852. Omophron dentatum ingår i släktet Omophron och familjen jordlöpare. Inga underarter finns listade i Catalogue of Life.